# Prenome
Il prenome è il nome individuale di una persona che, assieme al cognome (o "nome di famiglia"), forma l'antroponimo.
Il termine è usato perlopiù in contesti accademici e giuridici, mentre nel linguaggio parlato si usano più di frequente i sinonimi nome di battesimo, primo nome o soltanto nome. In contesti linguistici si usano anche nome proprio di persona, nome di persona, nome personale o semplicemente personale.

## Storia
La struttura dei nomi delle persone è variata nel tempo e nella geografia. In alcune società primordiali, gli individui sono stati designati con un solo nome. Perciò, l'esigenza di distinguere, all'interno del nome, il prenome nacque quando si affermarono antroponimi di forma binaria (o di tipo ternario, e così via): ad esempio, tra gli antichi romani, durante il periodo repubblicano e tutto il periodo imperiale si usarono più nomi.
A partire dagli antroponimi dell'antica Roma, in cui il praenomen precedeva il gentilizio, nel Medio Evo e nell'italiano moderno il prenome precede il cognome. Tuttavia in alcuni Paesi, soprattutto dell'Estremo Oriente o per l'Europa (come, per esempio, in Ungheria), l'ordine può essere differente, con il cognome che precede il nome.

## Mononimo
In alcune culture linguistiche un individuo può essere conosciuto e designato con un mononimo, o "nome univoco": quando è coincidente con il prenome, esso non può essere propriamente definito soprannome o pseudonimo, anche se spesso condivide con questi diversi tipi di antroponimi la genesi, riconducibile alla fama o alla celebrità nelle sue varie declinazioni locali, professionali o cronologiche.
Essa è, nella civiltà moderna, oggetto di un'operazione mediatica (dalla stampa, dall'agente di pubbliche relazioni, eccetera), sia pure per lo più sollecitata o accettata dall'interessato. Vedi ad esempio gli pseudonimi nel calcio.